# Radio-scénie
 (octobre 2020).
Si vous disposez d'ouvrages ou d'articles de référence ou si vous connaissez des sites web de qualité traitant du thème abordé ici, merci de compléter l'article en donnant les références utiles à sa vérifiabilité et en les liant à la section « Notes et références ».
Un radio-scénie ou radioscénie est une variante du théâtre radiophonique, diffusée à la radio. Les radio-scénies se sont développés dans les années 1930 et les années 1940.

## Années radiophoniques
Le radio-scénie tient son origine de Radio Cité dans les années 1930, comme le Radio-crochet.
Il tient son origine des émissions créées par Jean Grimod et A.-M. Julien pour Radio Cité dans les années 1930 et 1940. Le principe est basé sur la présence du public, indispensable aux acteurs de théâtre lors d'une diffusion de médium théâtral utilisant le médium radiophonique.
Il est présenté par Jean Grimod comme un compromis entre la radio et le théâtre : jeu des acteurs au studio devant un vrai public, qui reste peu nombreux et bénévole, pas de costumes, un cadre théâtral avec des chaises marquant les entrées et les sorties, et des projecteurs. Le but est de mettre à l'usage du public les grands chefs-d'œuvre de la littérature, et traduire en réalisation dramatique des œuvres qui ne devraient être que « lues ».
La troupe habituelle de Radio Cité est celle de Jean-Louis Barrault.
- Exemples de productions :
  - « Ulysse Revenu »[1], les six derniers chants de l'Odyssée ;
  - La chanson de Roland ;
  - Macbeth ;
  - le Lai du palefroi voir accompagné de harpes évoquant des allégories : le clair de lune, la source, le roseau.

Le principe de radio-scénie perdure sous l'Occupation sur Radio-Paris.
- Exemples de productions :
  - La pièce sans décor (1943) de Jean Grimod.

## Évolution télévisuelle
Le radio-scénie a par la suite évolué pour céder sa place au « téléthéâtre ». Les plus connus sont, pour la France,  Au théâtre ce soir.

## Sources
- Marianne, 17 avril 1940.